# Mielkambinat
Mielkambinat (biał. Мелькамбінат, ros. Мелькомбинат) – przystanek kolejowy w miejscowości Kalinkowicze, w rejonie kalinkowickim, w obwodzie homelskim, na Białorusi. Leży na linii Żłobin - Mozyrz - Korosteń.